# Площадь Славы (Воронеж)
Пло́щадь Сла́вы — площадь в Воронеже, расположенная в Коминтерновском районе.

## Описание
Площадь расположена на пересечении Московского проспекта и улицы Хользунова. Здесь находится круг для автомобильного движения. Внутри него расположен памятный знак «Воронеж — город воинской славы», сделанный в виде стеклянной пирамиды. Рядом, на восточной стороне проспекта, находится Ратный сквер с памятниками А. И. Лизюкову и 60-й армии, и Памятник Славы.